# Leaves' Eyes
Leaves' Eyes norveško-njemački je simfonijski metal sastav s folk metal elementima osnovan 2003. godine, malo prije nego što je pjevačica Liv Kristine dobila otkaz iz glazbenog sastava Theatre of Tragedy. Leaves' Eyes osnovali su njezin suprug Alexander Krull i članovi njegovog glazbenog sastava Atrocity. Leaves' Eyes kombinira elemente heavy metala i klasične glazbe. Vokal Liv Kristine povremeno prati Krullov death growl, ali uglavnom pjeva sama.

## Životopis
Prvi album sastava, Lovelorn, bio je objavljen 2004. godine. Drugi album, Vinland Saga, bio je objavljen tijekom 2005. te govori o priči o Eriksonovome otkriću Vinlanda (Sjeverne Amerike). EP Legend Land bio je objavljen 2. lipnja 2006.
Liv Kristine je izmislila ime glazbenog sastava. Leaves (prijevod: lišće) je povezano s prirodom, koja joj je, prema njenim riječima, uvijek bila najveća inspiracija. Liv Kristine piše sve tekstove.
Leaves' Eyes trenutno rade na svojem prvom DVD-u koji je snimljen tijekom njihovog nastupa u Belgiji. Podupirali su Blind Guardian na njihovoj turneji u Sjevernoj Americi u studenom 2006. godine. Trebali su održati turneju s Kamelotom, Fairylandom, Kingom Diamondom i Kreatorom 2008. godine, ali je turneja otkazana zbog zdravstvenih problema Kinga Diamonda.

## Članovi sastava

### Trenutni
- Alexander Krull – vokali, programiranje
- Thorsten Bauer - gitara
- Joris Nijenhuis - bubnjevi
- Pete Streit - gitara
- Elina Siirala - vokali

### Bivši
- Martin Schmidt – bubnjevi  (2003-2004)
- Chris Lukhaup - bas-gitara (2001-2007)
- Moritz Neuner - bubnjevi (2004-2007)
- Mathias Röderer - gitara (2003-2010)
- Liv Kristine - vokali (2003-2016)
- Alla Fedynitch - bas-gitara (2008-2010)
- Seven Antonopoulos - bubnjevi (2008-2010)
- Nicholas Barker - bubnjevi (2008)
- JB van der Wal - bas-gitara (2010-2013)
- Roland Navratil - bubnjevi (2010-2012)
- Sander van der Meer - gitara (2010-2015)
- Felix Born - bubnjevi (2012-2013)

## Diskografija
Studijski albumi
- Lovelorn (2004.)
- Vinland Saga (2005.)
- Njord (2009.)
- Meredead (2011.)
- Symphonies of the Night (2013.)
- King of Kings (2015.)

EP-ovi
- Elegy (2005.)
- Legend Land (2006.)
- My Destiny (2009.)
- At Heaven's End (2010.)
- Melusine (2011.)

Koncertni albumi
- We Came with the Northern Winds / En saga i Belgia (2009.)

## Vanjske poveznice
- Službeni web site benda
- Leaves' Eyes  Arhivirana inačica izvorne stranice od 9. ožujka 2008. (Wayback Machine) na Napalm Records